# دیوید او. راسل
دیوید اوون راسل (انگلیسی: David Owen Russell؛ زادهٔ ۲۰ اوت ۱۹۵۸) کارگردان، فیلم‌نامه‌نویس و تهیه‌کنندهٔ آمریکایی است. فعالیت حرفه‌ای اولیهٔ او در کارگردانی شامل فیلم‌های کمدی استمناء (۱۹۹۴)، لاس زدن با فاجعه (۱۹۹۶)، سه پادشاه (۱۹۹۹)، و قلب من هاکبی (۲۰۰۴) است. او با ساخت درام ورزشی مشت‌زن (۲۰۱۰)، درام کمدی رمانتیک دفترچه امیدبخش (۲۰۱۲) و فیلم جنایی حقه‌بازی آمریکایی (۲۰۱۳) به موفقیت‌های تجاری دست یافت و نقدهای مثبتی از سوی منتقدان دریافت کرد. این سه فیلم برای راسل نامزدی دریافت جایزهٔ اسکار بهترین کارگردانی را به همراه داشت. او برای دفترچه امیدبخش نامزد دریافت جایزهٔ اسکار بهترین فیلم‌نامه اقتباسی و برای حقه‌بازی آمریکایی نامزد دریافت جایزهٔ بهترین فیلم‌نامه غیراقتباسی شد. همچنین برای ساخت فیلم کمدی زندگی‌نامه‌ای جوی (۲۰۱۵) نامزد دریافت جایزهٔ گلدن گلوب بهترین فیلم شد.

## فیلم‌شناسی
| سال  | عنوان                     | کارگردان         | نویسنده          | تهیه‌کننده | منابع |
| ---- | ------------------------- | ---------------- | ---------------- | --------- | ----- |
| ۱۹۹۴ | استمناء                   | آری              | آری              | اجرایی    | [ ۱ ] |
| ۱۹۹۶ | لاس زدن با فاجعه          | آری              | آری              | نه        | [ ۱ ] |
| ۱۹۹۹ | سه پادشاه                 | آری              | آری              | نه        | [ ۱ ] |
| ۲۰۰۲ | قانون کشتار               | نه               | نه               | آری       |       |
| ۲۰۰۴ | گوینده: افسانه ران برگندی | نه               | نه               | اجرایی    |       |
| ۲۰۰۴ | قلب من هاکبی              | آری              | آری              | آری       | [ ۱ ] |
| ۲۰۱۰ | مشت‌زن                     | آری              | نه               | نه        | [ ۱ ] |
| ۲۰۱۲ | دفترچه امیدبخش            | آری              | آری              | نه        | [ ۱ ] |
| ۲۰۱۳ | حقه‌بازی آمریکایی          | آری              | آری              | نه        | [ ۱ ] |
| ۲۰۱۵ | عشق تصادفی                | ذکرنشده در عوامل | ذکرنشده در عوامل | نه        | [ ۲ ] |
| ۲۰۱۵ | جوی                       | آری              | آری              | آری       | [ ۱ ] |
| ۲۰۲۲ | آمستردام                  | آری              | آری              | آری       | [ ۳ ] |